# Mosgiel AFC
Der Mosgiel Association Football Club ist ein neuseeländischer Fußballklub aus Mosgiel, einem Vorort von Dunedin in der Region Otago.

## Geschichte
Der im Jahr 1913 gegründete Club erreichte in den Jahren 1938 und 1940 jeweils das Finale des Chatham Cup, konnte dieses aber in keinem der beiden Fälle gewinnen.
In der Liga wechselte man ab den 1970er immer wieder zwischen der Division 1 und Division 2. Ab den 2000ern war man dann auch in der FootballSouth Premier League vertreten. Hier gelang es zur Saison 2019 sogar erstmals eine Meisterschaft zu gewinnen. Zur Saison 2022 konnte man dann sogar in die ein Jahr zuvor eingeführte neue Southern League aufsteigen. Am Ende der Spielzeit stand man mit lediglich neun Punkten jedoch nur auf dem letzten Platz und musste somit direkt wieder absteigen.

## Erfolge
- FootballSouth Premier League
  - Meister (1): 2019